# Becquigny (Somme)
 Becquigny  es una población y comuna francesa, en la región de Picardía, departamento de Somme, en el distrito de Montdidier y cantón de Montdidier.

## Demografía
| 141 | 142 | 105 | 103 | 97 | 99 |
| Para los censos de 1962 a 1999 la población legal corresponde a la población sin duplicidades (Fuente: INSEE [Consultar]) |     |     |     |    |    |